# Família reial espanyola
La família reial o Casa Reial espanyola està integrada pel rei o reina d'Espanya, titular de la Corona d'Espanya, per la seva o el seu consort, els seus pares i els seus descendents inclòs el príncep o princesa hereva de la Corona: els familiars del rei inscrits al Registre Civil de la Família Reial.
La resta de familiars no inscrits en aquest registre són englobats en la denominació genèrica de Família de Sa Majestat el Rei.

## Els integrants de la família reial
D'acord amb l'article primer del Reial Decret 2917/1981, de 27 de novembre sobre el Registre Civil de la Família Reial, integren la mateixa:
- El rei o reina d'Espanya, titular de la Corona d'Espanya.
- El o la consort del titular de la Corona.
- Els ascendents en primer grau del rei o reina d'Espanya.
- Els descendents del rei o reina d'Espanya, inclòs el príncep o princesa d'Astúries.

En el Registre Civil de la Família Reial s'hi inscriuen els naixements, matrimonis i defuncions dels membres de la Família Reial, així com qualsevol altre fet o acte que s'hi pugui inscriure d'acord amb la legislació sobre el Registre Civil.

### El rei o reina d'Espanya
El rei o reina d'Espanya és el titular de la Corona espanyola i és el cap de l'Estat espanyol, d'acord amb el que estableix la Constitució espanyola en el Títol II.
El titular de la Corona es denomina rei o reina d'Espanya i rep el tractament de majestat. Pot utilitzar, a més, la resta de títols que corresponguin a la Corona així com les altres dignitats nobiliàries que formin part de la Casa Reial.

### La reina consort o el consort de la reina

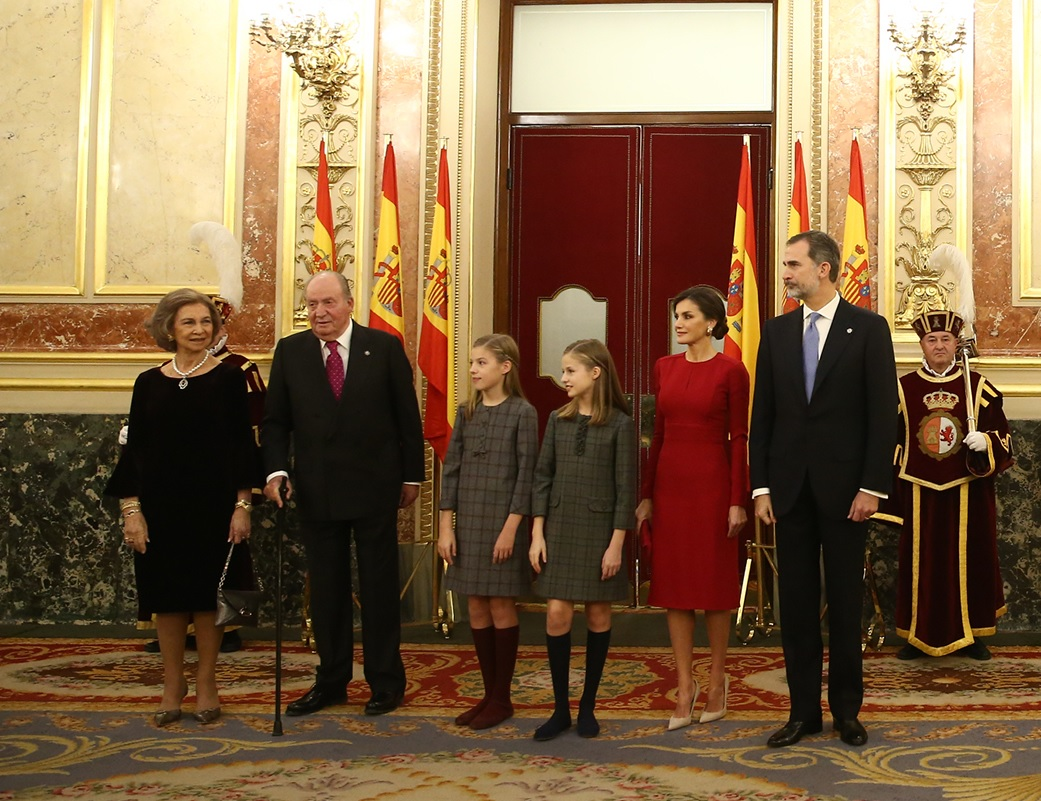
La família reial el 2018. De dreta a esquerra, el rei Felip VI, la reina Letícia, la princesa Leonor, la infanta Sofia, el rei Joan Carles I i la reina Sofia.

La consort del rei d'Espanya, mentre ho sigui o continuï vídua, rebrà la denominació de reina i el tractament de majestat, així com els honors corresponents a la seva dignitat i establerts a l'ordenament jurídic.
El consort de la reina d'Espanya, mentre ho sigui o continuï vidu, rebrà la denominació de príncep i rebrà el tractament d'altesa reial i els honors que corresponguin a la seva dignitat i que s'estableixin a l'ordenament jurídic.
Aquest diferència de denominació i tractament del consort del titular de la Corona per raó de sexe està regulat pel Reial Decret 1368/1987, de 6 de novembre, del Règim de títols, tractament i honors de la Família Reial i la Regència. No obstant, no existeix cap impediment constitucional perquè el consort de la reina d'Espanya pugui rebre la dignitat de rei i el tractament de majestat si es regula en aquest sentit.
D'acord amb l'article 58 de la Constitució espanyola, la reina consort o el consort de la reina no podran assumir funcions constitucionals, llevat del que es disposa per a la Regència.

### L'hereu de la Corona
L'hereu o hereva de la Corona tindrà des del seu naixement o des que es produeixi el fet que origini la seva situació de successor, la dignitat de príncep o princesa d'Astúries, així com la resta de títols vinculats tradicionalment al successor de la Corona i els honors que com a tal li corresponguin. Rep el tractament d'altesa reial.
De la mateixa dignitat i tractament participarà el seu o la seva consort que rebrà els honors que s'estableixin a l'ordenament jurídic.
El príncep o princesa d'Astúries és la persona cridada directament a succeir el titular de la Corona d'Espanya en cas defunció o abdicació d'aquest. Això implica que en cas de mort o abdicació del titular de la Corona el que fins al moment era l'hereu de la Corona es converteix automàticament en rei o reina d'Espanya. Aquesta situació implicaria que el nou príncep o princesa d'Astúries passaria a ser el cridat a succeir el nou titular de la Corona.

### Els fills del titular i de l'hereu de la Corona
Els fills i filles del titular de la Corona que no ostentin la dignitat de príncep o princesa d'Astúries, així com els fills d'aquest príncep o princesa, són des del seu naixement, infants d'Espanya i reben el tractament d'altesa reial.
Els consorts d'aquests, mentre ho siguin o romanguin vidus, rebran el tractament i honors que el rei d'Espanya per via de gràcia els concedeixi en ús de la facultat que té atribuïda per l'apartat f) de l'article 62 de la Constitució.

### Els nets del titular de la Corona
Els fills i filles dels infants d'Espanya tenen la consideració de grans d'Espanya, sense que això doni origen a un altre tractament especial distint del d'excel·lència.

## Composició actual de la família reial espanyola
Integren l'actual família reial espanyola els següents membres:
- S.M. el rei Felip VI.
- S.M. la reina Letizia.
  - S.A.R. la princesa d'Astúries.
  - S.A.R. la infanta Sofia.
- S.M. el rei Joan Carles.
- S.M. la reina Sofia.

### Familiars del rei Felip VI
Els familiars del rei d'Espanya no inscrits al Registre Civil de la Família Reial són englobats a la denominació general de Família de Sa Majestat el Rei. Actualment integren aquest grup els següents membres:
- S.A.R. la infanta Helena, duquessa de Lugo.
  - Excm. Sr. Felipe Juan Froilán de Marichalar i de Borbó, gran d'Espanya.
  - Excma. Sra. Victoria Federica de Marichalar i de Borbó, gran d'Espanya.
- S.A.R. la infanta Cristina[7] i el seu marit el Excm. Sr. Iñaki Urdangarín i Liebaert.[7]
  - Excm. Sr. Juan Valentín Urdangarin i de Borbó, gran d'Espanya.
  - Excm. Sr. Pablo Nicolás Sebastián Urdangarin i de Borbó, gran d'Espanya.
  - Excm. Sr. Miguel Urdangarin i de Borbó, gran d'Espanya.
  - Excma. Sra. Irene Urdangarin y Borbón, gran d'Espanya.
- S.A.R. la infanta Pilar, duquessa de Badajoz, germana de Joan Carles I.
  - Excma. Sra. Simoneta Gómez-Acebo i Borbó, gran d'Espanya.
    - Luis Juan Fernández Gómez-Acebo (1991).
    - Pablo Fernández Gómez-Acebo (1995).
    - Maria de las Mercedes Fernández Gómez-Acebo i Borbó (2000)

  - Excm. Sr. Juan Gómez-Acebo i Borbó, gran d'Espanya.
    - Nicolás Gómez-Acebo (2013).

  - Excm. Sr. Bruno Gómez-Acebo i Borbó, gran d'Espanya.
  - Excm. Sr. Beltrán Gómez-Acebo i Borbó, gran d'Espanya.
  - Excm. Sr. Fernando Gómez-Acebo i Borbó, gran d'Espanya.
- S.A.R. la infanta Margarida, duquessa de Soria i Hernani i germana de Joan Carles I i el seu marit el Excm. Sr. Carlos Zurita, duc consort de Soria i Hernani.
  - Excm. Sr. Alfonso Juan Carlos Zurita i Borbó (1973), gran d'Espanya.
  - Excma. Sra. Maria Sofia Emilia Carmen Zurita i Borbó (1975), gran d'Espanya, mare soltera.
    - Carlos Zurita (2018).